# Silke Reyer
Silke Reyer (* 16. April 1940 in Kiel als Silke Borggräfe; † 25. November 2011 ebenda) war eine deutsche Kommunalpolitikerin (SPD). Von 1986 bis 1998 war sie Stadtpräsidentin von Kiel.

## Leben
Silke Reyer wuchs im Kieler Stadtteil Wik auf. Nach dem Realschulabschluss arbeitete sie von 1958 bis 1962 beim Einwohnermeldeamt der Stadt Kiel und anschließend bis 1970 in der Rechtsabteilung des Deutschen Gewerkschaftsbundes. 1969 trat sie in die SPD ein und war ab 1970 Mitglied im Ortsbeirat des Kieler Stadtteils Mettenhof, wo sie seit 1966 wohnte. 1974 kandidierte Reyer erfolglos für die Kieler Ratsversammlung, rückte aber 1977 aufgrund ihres Listenplatzes nach. 1978 wurde sie direkt in die Ratsversammlung gewählt. Nachdem sie von 1978 bis 1982 zweite und ab 1982 erste stellvertretende Stadtpräsidentin war, wurde sie 1986 zur Stadtpräsidentin gewählt. 1998 zog sie sich aus der Politik zurück und trat nicht mehr zur Kommunalwahl an.

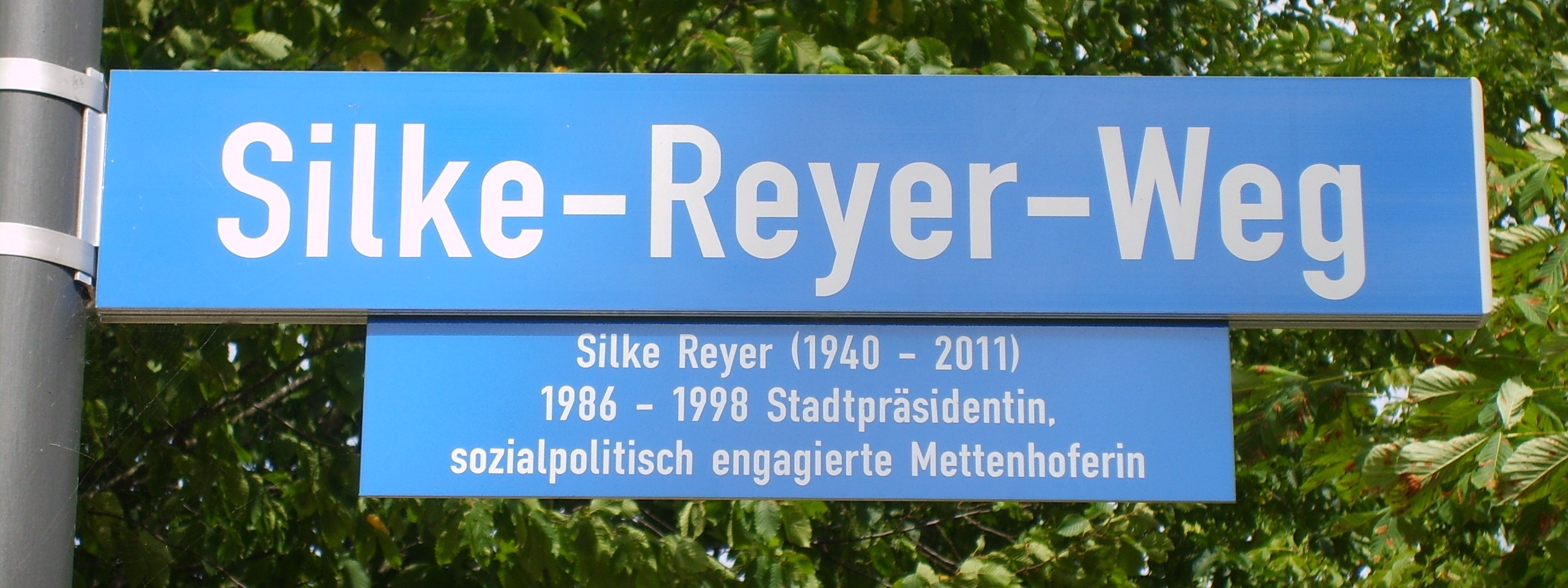
Straßenschild am Silke-Reyer-Weg in Mettenhof mit Erklärung

Für ihre langjährige ehrenamtliche kommunalpolitische Tätigkeit wurde Silke Reyer 1993 mit der Freiherr-vom-Stein-Medaille des Landes Schleswig-Holstein und 1999 mit dem Bundesverdienstkreuz am Bande ausgezeichnet. 2013 wurde der Rundweg um den Heidenberger Teich in Mettenhof ihr zu Ehren Silke-Reyer-Weg benannt.
Reyer war verheiratet und hatte eine Tochter.